# Hidaka-Sanmyaku-Erimo-Quasi-Nationalpark
Der Hidaka-Sanmyaku-Erimo-Quasi-Nationalpark (japanisch 日高山脈襟裳国定公園 Hidaka-sanmyaku Erimo Kokutei kōen) ist ein Quasi-Nationalpark in Hokkaidō, Japan.
Der am 1. Oktober 1981 gegründete Park erstreckt sich über eine Fläche von ca. 1034 km².

## Geschichte
- 15. August 1950: Ausweisung als Erimo-Präfekturpark (襟裳道立公園 Erimo-dōritsu-kōen).
- 1. April 1958: Mit der Durchsetzung der Hokkaidō-Naturparkverordnung wird der Park in den Erimo-Präfekturnaturpark (襟裳道立自然公園 Erimo-dōritsu-shizen-kōen) überführt.
- 8. April 1970: Gründung der "Gesellschaft zur Förderung einer Ausweisung eines Nationalparks Hidaka-Gebirge" (jap. 日高山系国定公園指定促進期成会).
- 1976–1978: Eine umfassende Untersuchung des Ökosystems des Hidaka-Gebirges wird durchgeführt.
- 1. Oktober 1981: Erweiterung des Parks und Ausweisung zum Hidaka-Sanmyaku-Erimo-Quasi-Nationalpark.
- 1. Oktober 2001: Anlässlich des 20. Jahrestages der Ausweisung des Quasi-Nationalparks wird eine Gedenkveranstaltung abgehalten.[1]

## Parkgebiet
Der Quasi-Nationalpark teilt sich in insgesamt drei nicht zusammenhängende Flächen auf.
Das erste Teilgebiet erstreckt sich über das Hidaka-Gebirge, dessen höhere Gipfel von etwa 1.500 m bis 2.000 m reichen. Einer der Berge ist der Apoi, der mit einer Höhe von nur 810 m zwar recht niedrig ist, aber bekannt ist für seine vielen blühenden alpinen Pflanzen.
Die anderen beiden Gebiete sind jeweils Küstenabschnitte und umfassen u. a. das Kap Erimo, welches auch Teil der Parkbezeichnung ist. Das Kap ist der südlichste Punkt des Parks und zugleich südöstlichste Landspitze der Insel Hokkaidō.
Mit der IUCN-Kategorie II ist das Parkgebiet als Nationalpark klassifiziert. Hokkaidō ist für die Verwaltung des Parks zuständig.
Nach dem japanischen Naturparksystem können Landflächen nationales Eigentum, Eigentum lokaler Regierungen oder privates Land sein. Neben Wäldern umfasst das Parkgebiet auch Wiesen, landwirtschaftliche Flächen und städtische Gebiete. Daher ist das Gebiet des Quasi-Nationalparks entsprechend dem jeweiligen Schutzbedarf in 5 Typen unterteilt ("Sonderschutzgebiet", "Sondergebiet Typ 1", "Sondergebiet Typ 2", "Sondergebiet Typ 3" und "Gewöhnliches Gebiet").
Im Park befinden sich die alpinen Pflanzengemeinschaften des Hidaka-Gebirges und des Berges Apoi sowie die Horoman Mädchen-Kiefern im "Sonderschutzgebiet". Die Wälder der subalpinen Zone und das Grasland um Kap Erimo wurden als "Typ 1-Sondergebiete" ausgewiesen, und besonders strenge Vorschriften werden zum Schutz ihres natürlichen Zustands durchgesetzt.
In allen Parkgebieten außer dem "gewöhnlichen Gebiet" muss die Genehmigung des Gouverneurs von Hokkaidō eingeholt werden für neue Erweiterungen und Renovierungen, Werbeinstallationen, Sammlungen alpiner Pflanzen usw. Es gibt auch Orte, an denen die Benutzung von Schneemobilen verboten ist.

## Flora und Fauna
Am Fuße des Hidaka-Gebirges gibt es viele Nadelwälder sowie Laub- und Mischwälder. Entlang der Küstenstraße finden sich Blumenarten wie Prachtnelken und Lilium pensylvanicum und auf dem Berg Apoi alpine Pflanzen wie die Schmuckblumenart Callianthemum vulgaris. Am Kap Erimo lebt eine Population Kurilenseehunde (Phoca vitulina stejnegeri).

## Galerie

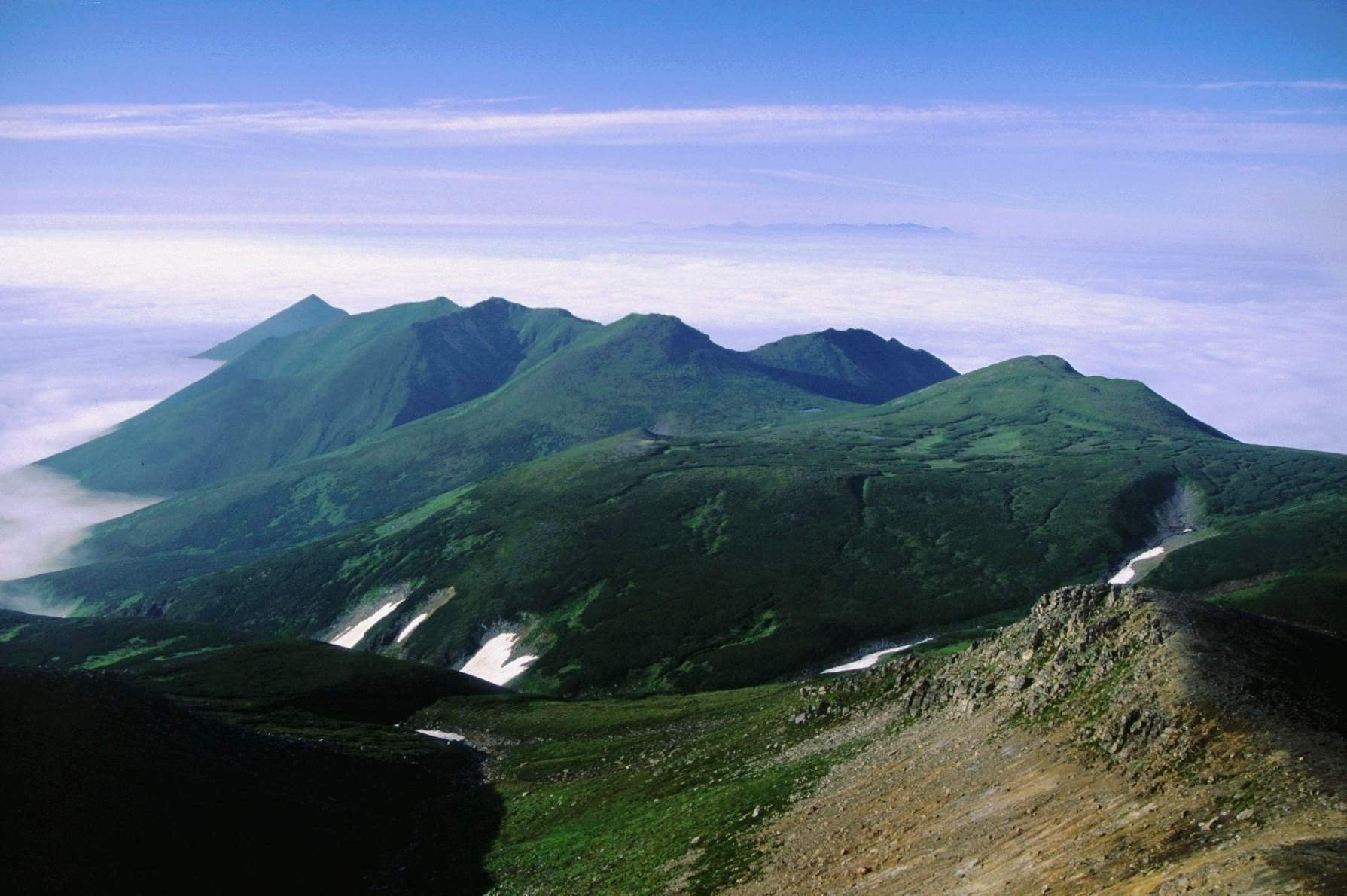
Berg Sakai von Tokachi aus gesehen
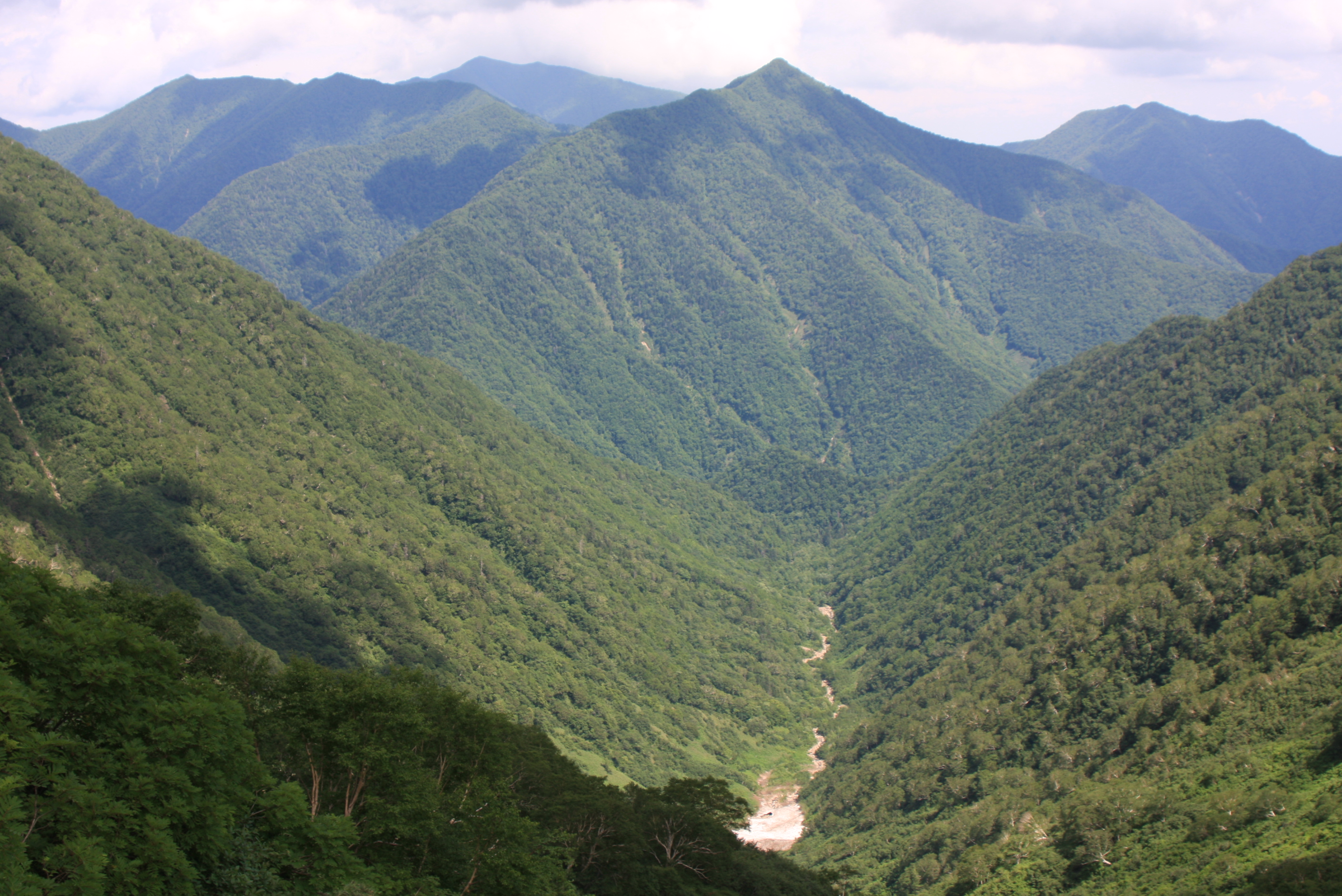
Hachinosawa
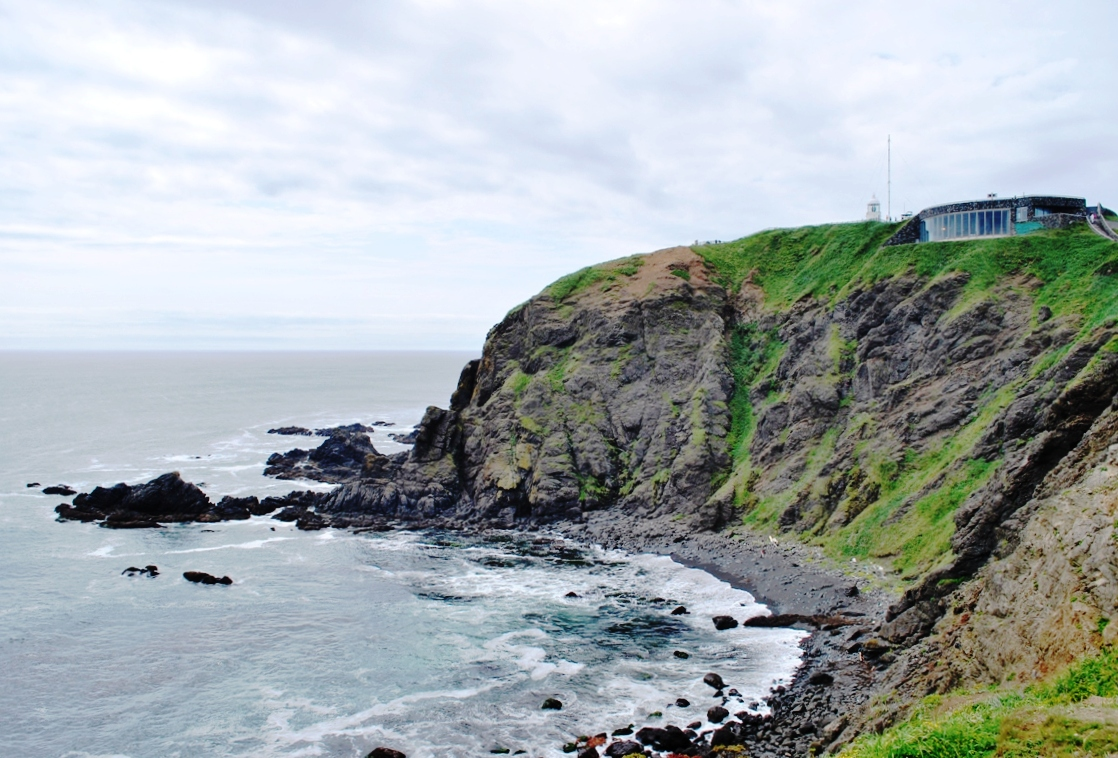
Kap Erimo
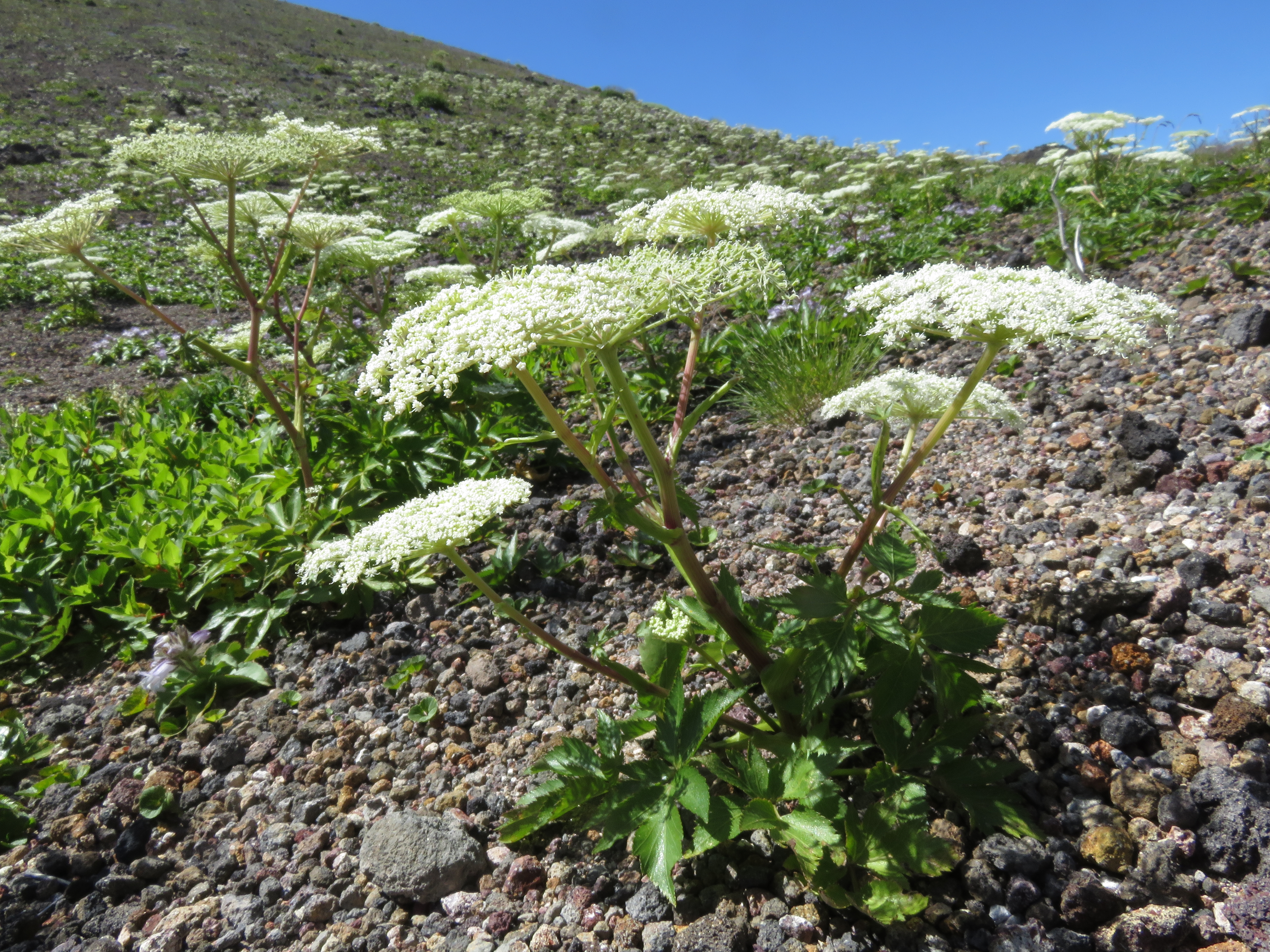
Angelica acutiloba subsp. iwatensis
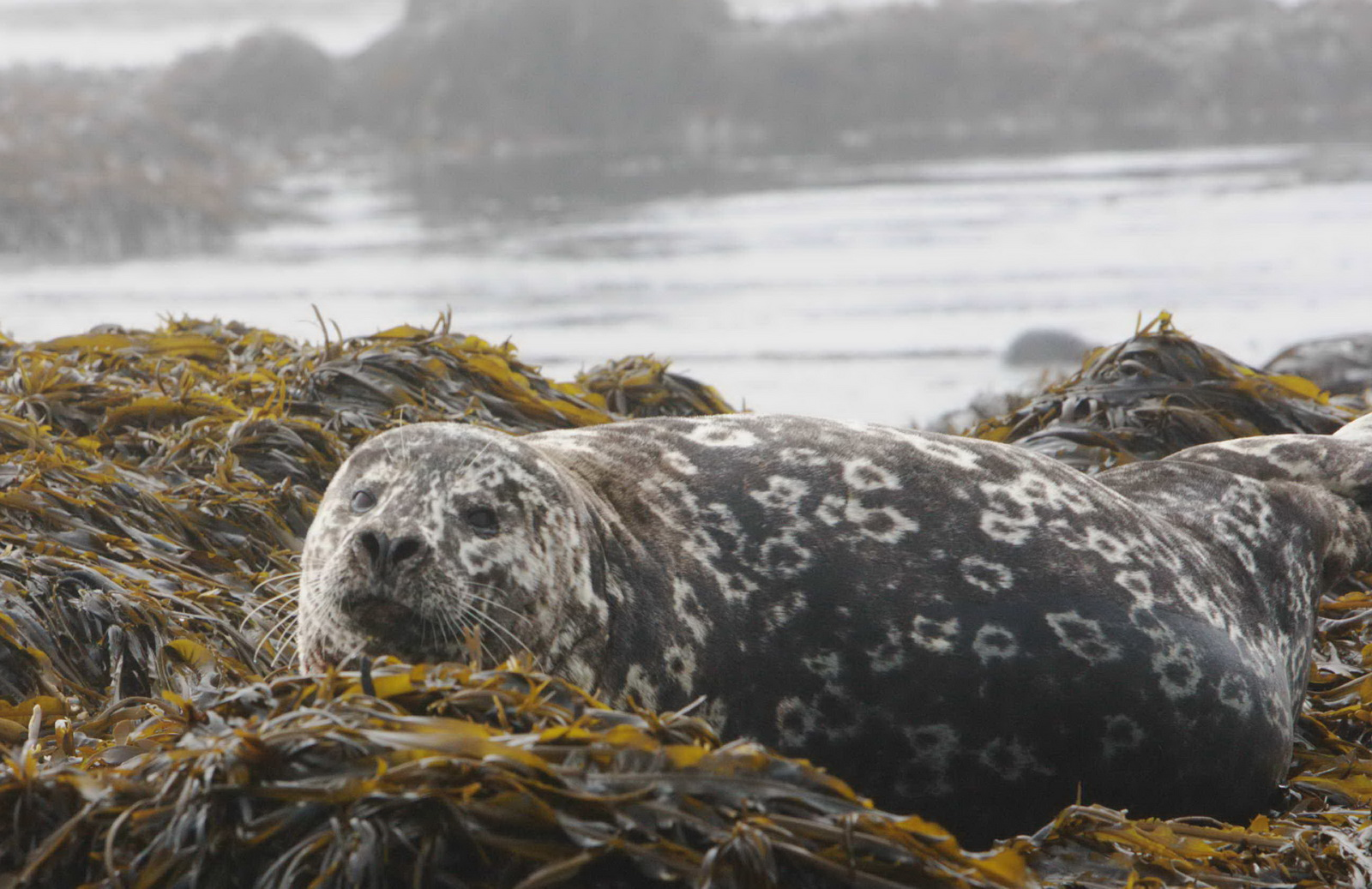
Kurilenseehund